# Alexandru Arșinel
Alexandru Arșinel (n. 4 iunie 1939, Dolhasca, Baia, România – d. 29 septembrie 2022, București, România) a fost un actor român de comedie, care a contribuit la teatrul de revistă, televiziune și film. A fost director al Teatrului de revistă „Constantin Tănase” din București. 
A studiat la Institutul de Artă Teatrală și Cinematografică, București (1962).
Arșinel era cunoscut și pentru parteneriatul cu Stela Popescu, cu care a jucat numeroase spectacole de revistă și emisiuni TV.

## Biografie
Și-a făcut studiile la Facultatea de Teatru din București (Institutul de Artă Teatrală și Cinematografică). În 1960 a fost ales să prezinte alături de colega sa, Cici Dumitrache, un spectacol televizat, regizat de Valeriu Lazarov, care reunea studenți de la Actorie, Regie și Conservator. A absolvit facultatea în 1962, din promoție făcând parte și Constantin Diplan, Camelia Zorlescu, Mișu Dobre, Harry Baranga, Harry Zomenov, Ion Fiscuteanu, Mihai Gingulescu și Ion Andrei. A plecat la Târgu Mureș unde se deschisese secția română la Teatrul Maghiar.
În 1964, a început să joace la teatrul de revistă „Constantin Tănase”, alături de Mircea Crișan, Puiu Călinescu, Horia Căciulescu, Ion Antonescu-Cărăbuș, Zizi Șerban, Mihai Ciucă, Elena Burnaz, cuplurile Horia Șerbănescu – Radu Zaharescu și Nicu Constantin - Alexandru Lulescu. A jucat în spectacole de teatru de revistă și a făcut cuplu pe scenă cu Stela Popescu, dând viață cupletelor scrise de Puiu Maximilian. A fost directorul Teatrului de revistă „Constantin Tănase” din 1998.
Alexandru Arșinel a înregistrat zeci de piese pentru Teatrul Național Radiofonic, multe fiind incluse în colecții audio, precum Cufărul de cultură: Cercul de Mircea Radu Iacoban, O noapte furtunoasă de I. L. Caragiale, Sărmanul Dionis de Mihai Eminescu, comediile muzicale Franțuzitele de Magda Duțu și Un poet romantic de Matei Milo, Cine-ajunge sus la fix de Dumitru Solomon, Căsătorie cu de-a sila de Molière, Praznicul ciubotarului de Thomas Dekker, Femeile care ucid bărbații de Michal Tonecki, Adunarea femeilor de Aristofan, Aventurile Baronului Münchausen de Gottfried August Bürger.
A fost protagonist al sute de spectacole de teatru, de divertisment și musicaluri și a lansat o serie de albume muzicale – „Evergreen”, „Cântece de Crăciun”, „Ce faci astă seară tu?”, „Olé”, „Parfum de romanță”, „La mulți ani viață!” etc. În spectacole, interpreta melodii din repertoriul lui Nat King Cole, Frank Sinatra, Engelbert Humperdinck, Tom Jones ș.a. Alexandru Arșinel declara că, dacă s-ar fi născut în SUA, ar fi devenit un al doilea Frank Sinatra. Într-un interviu declara: „Îl haleam pe Sinatra! Am un timbru mai frumos ca al lui. Mă asemăn cu Nat King Cole și cu Dean Martin, pe care i-am considerat cei mai mari. Când e vorba de cântat, chiar mă laud. Sunt bun! (…) Eu îmi găsesc un refugiu extraordinar în cântec. Mă retrag în mine, trăiesc la maximum fiecare piesă și cânt cu ochii închiși.”
A fost ales Cetățean de Onoare al Municipiului Suceava și al orașului natal, Dolhasca, iar Casa de Cultură din localitate îi poartă din 2014 numele.
Editura ALL i-a consacrat trei cărți: Alexandru Arșinel. De la Dolhasca pe Calea Victoriei (2012), Alexandru Arșinel. Și a fost mâna lui Dumnezeu de Oana Georgescu (2014) și Stela Popescu și Alexandru Arșinel. O pereche fără pereche de Aurel Storin.
S-a stins din viață la data de 29 septembrie 2022, la vârsta de 83 de ani, în urma unei boli îndelungate, fiind internat la secția de Terapie Intensivă a Spitalului Universitar de la mijlocul aceleiași luni. A fost înmormântat pe 2 octombrie 2022 la Cimitirul Bellu.

## Filmografie
- Ultimele zile ale verii (1976)
- Serenadă pentru etajul XII (1976)
- Ana și „hoțul” (1981)
- Ca-n filme (1984)
- Vară sentimentală (1986) – barmanul de la bufetul comunal
- Colierul de turcoaze (1986) – Wilensdorf
- Anotimpul iubirii (1987)
- Uimitoarele aventuri ale muschetarilor (1988) - voce
- În fiecare zi mi-e dor de tine (1988)
- Muzica e viața mea (1988)
- Flăcăul cu o singură bretea (1990)
- Miss Litoral (1991)
- A doua cădere a Constantinopolului (1994)
- Paradisul în direct (1995)
- Sexy Harem Ada Kaleh (2001)
- Cuscrele (2005) – Nae Panduru, tatăl lui Temirodion Panduru
- Toată lumea din familia noastră (2012)

### Dublaj de voce
- Cartea Junglei: ursul Baloo
- Cartea Junglei 2: ursul Baloo
- Mașini: șeriful
- Mașini 2: șeriful
- Robin Hood (1973): Micul John
- Ratatouille: maestrul Auguste Gusteau

## Premii și distincții
- Premiul Special UNITER pentru Teatrul de Revistă (2000)
- Ordinul Meritul Cultural în grad de Comandor, Categoria D - Arta Spectacolului, „în semn de apreciere a întregii activități și pentru dăruirea și talentul interpretativ pus în slujba artei scenice și a spectacolului” (2004)[5]
- Premiul pentru spectacolele de musical acordat la Gala Premiilor revistei „Actualitatea Muzicală” a UCMR (2008)
- Premiul de Excelență la Gala Premiilor „Confidențial” pentru Management și pentru întreaga carieră artistică (2009, 2010)
- Premii de Excelență și Premii Speciale la mai multe ediții ale Galelor Superlativelor VIP
- Premiul de Excelență și Premiul de Popularitate la Categoria „Actori” la Gala Celebrităților Anului 2010
- Medalia de Onoare a Federației Comunității Evreiești din România „pentru activitatea artistică prodigioasă dedicată teatrului românesc, pentru o viață de om exemplară, dăruită înțelegerii și apropierii dintre oameni, pentru un mare actor a cărui carieră se revărsă cu strălucire asupra scenei și publicului său” (2010)
- Premiul Special și Diploma de Onoare oferite de Ministerul Culturii și Patrimoniului Național cu ocazia aniversării a 50 de ani de carieră (2012)
- Premiul Special „Ambasadorul Teatrului Românesc” la Gala Premiilor VIP pentru management de succes și pentru activtatea desfășurată la Teatrul de Revistă „Constantin Tănase” (2013)
- de patru ori pe podium la Categoria „Cel mai bun actor” la Gala „Zece pentru România”